# 5958 Barrande
5958 Barrande este un asteroid din centura principală de asteroizi.

## Descriere
5958 Barrande este un asteroid din centura principală de asteroizi. A fost descoperit pe 29 ianuarie 1989 la Observatorul Kleť de Antonín Mrkos. Asteroidul prezintă o orbită caracterizată de o semiaxă mare de 2,35 ua, o excentricitate de 0,13 și o înclinație de 2,6° în raport cu ecliptica.